# Drinská bánovina

Drinská bánovina v roce 1931

Drinská bánovina (srbochorvatsky Drinska banovina/Дринска бановина) byla jedna z administrativních jednotek v Království Jugoslávie. Existovala v letech 1929–1941. Pod tuto správní jednotku, jejíž centrum se nacházelo v Sarajvu, administrativně spadala východní část dnešní Bosny a Hercegoviny, Podriní a západní část centrálního Srbska. Její severní hranici představovala řeka Sáva, na severovýchodě hraničila s Dunajskou bánovinou u města Obrenovac, na východě s Moravskou bánovinou, na jihu se Zetskou bánovinou a na západě s Přímořskou a Vrbaskou bánovinou. Drinská bánovina se nacházela v samotném centru Jugoslávie a její hranice byly vymezeny takovým způsobem, aby neodpovídaly žádným z historických dělení balkánských zemí.

## Bánové
V čele bánoviny stály v době její existence následující představitelé:
- Velimir Popović, 9. října 1929 – 1934
- Predrag Lukić, 31. května 1935 – 1937
- Dušan Davidović, 9. prosince 1937 – 5. ledna 1938
- Mihailo Krečković, 5. ledna 1938 – 1939
- Radoslav Dunić, 1939
- Ilija Popović, 1939 – 1940
- Stanoje Mihaldžić, 1940 – 1941.